# 帕拉斯赫班
帕拉斯赫班（Palashban），是印度西孟加拉邦Barddhaman县的一个城镇。总人口4856（2001年）。

## 人口
该地2001年总人口4856人，其中男性2570人，女性2286人；0—6岁人口481人，其中男260人，女221人；识字率75.37%，其中男性为83.54%，女性为66.19%。